# شخصية معنوية
لقد أصبح من المسلمات في نظر القانون العام الحديث أن يعترف بالشخصية القانونية لكل إنسان، فكل شخص أصبح في نظر القانون شخصا بكل ما يترتب على ذلك من أثار. ولكن اعتبارات عديدة دعت إلى الاعتراف بالشخصية القانونية لغير الأشخاص الطبيعيين، إما لمجموعة من الأفراد وإما لمجموعة من المصالح، ومن هنا جاءت فكرة   الشخصية الاعتبارية   أو المعنوية.
و بالتالي فالشخص المعنوي هو مجموعة أشخاص أو مجموعة أموال تتكاتف وتتعاون أو ترصد لتحقيق غرض وهدف مشروع بموجب اكتساب الشخصية القانونية.

## تعريف الشخصية المعنوية
الشخصية المعنوية هي «الهيئات والمؤسسات والجماعات التي يريد المشرع أن يعترف بها، ويعطيها الحق في ممارسة كافة أنواع التصرفات القانونية في التعامل، وفي اكتساب الحقوق وتحمل الالتزامات، وأن يكون لها ذمة مالية مستقلة شأنها في ذلك شأن الأشخاص الطبيعيين».
ويمكن تعريفها بأنها «هي كل مجموعة من الأشخاص الطبيعيين تقوم بعمل مشترك من أجل تحقيق هدف مشترك ومشروع، أو كل مجموعة من الأموال ترصد من أجل تحقيق غرض معين، ويمنحها القانون الشخصية القانونية، وأهلية اكتساب الحقوق وتحمل الالتزامات، والذمة المالية المستقلة؛ لتمكينها من مزاولة نشاطها بصفة مستقلة عن الأشخاص الطبيعيين المكونين لها».()
ويمكن تعريف الشخصية المعنوية بأنها مجموعة الأشخاص والأموال التي تهدف إلى تحقيق غرض معين، ويعترف القانون لها بالشخصية القانونية بالقدر اللازم لتحقيق ذلك الغرض.
ويجدر بالذكر أن اصطلاح الأشخاص الاعتبارية يعني صراحة أنها تكتسب الشخصية القانونية حكماً أي بنص القانون الذي اعتبرها كذلك وفي نفس الوقت يعني ضمناً أنها ليست أشخاصا طبيعية وإنما يمنحها المشرع تلك الصفة القانونية الاعتبارية لكي تتمكن من أن تمارس حقوقا وتلتزم بواجبات في سبيل تحقيق أغراض اجتماعية معتبرة سواء للمجتمع كله أو لطائفة من طوائفه.
وعرفها الدكتور محمد جمال الذنيبات بأنها «كل مجموعة من الأشخاص أو الأموال تثبت لها الشخصية الحكمية بمقتضى القانون»()

## أنواع الشخصية المعنوية
تقسّم الشخصية الاعتبارية إلى نوعين:
1 الشخصية المعنوية الخاصة:وهي الأشخاص القانونية التي لا تتبع الدولة بل تتبع الأفراد والجماعات الخاصة، وتهدف بصورة أساسية إلى تحقيق مصالح فردية خاصة، تتميز من حيث طريقة وأداة إنشائها وخضوعها لرقابة الدولة.() ويكون إنشاؤها بموجب قرار من الجهة المختصة. ويمكن تعريفها بأنها هي تلك التي يكونها الأفراد سواء لتحقيق غرض خاص بهم أو بغرض يعود بالنفع العام وهي على نوعين، مجموعات الأشخاص ومجموعات الأفراد. مثالها: الشركات التجارية، الجمعيات المدنية الخاصة.
2 الشخصية المعنوية العامة:
وهي الدولة أو الأشخاص المعنوية التي تتبع الدولة.()
ويمكن تعريفها بأنها مجموعة الأشخاص والأموال التي تنشأ من قبل الدولة بموجب نظام، ويكون لها هدف مشروع.
أو يقال: هي كل مشروع تنشئه الدولة من أموالها وموفيها بصورة مباشرة أو غير مباشرة، وتكون نشأتها وانتهاؤها بموجب نظام.
مثالها: المؤسسات العامة، الهيئات العامة، مجالس الإدارة المحلية.
ويمكن تقسيم الشخصية المعنوية العامة إلى عدة أقسام:
1ـ الشخصية المعنوية الإقليمية.
وهي تلك الأشخاص التي يتحدد اختصاصها بنطاق جغرافي.
2ـ الشخصية المعنوية المرفقية. (المؤسسات العامة)
وهي أشخاص يتحدد نوعها على أساس تحديد نشاطها بنوع هذا النشاط.
3ـ الشخصية المعنوية المهنية () (النقابات)
أشخاص تمثل الهيئات والنقابات المهنية، وتتمثل وظيفتها الأساسية في إدارة شؤون طائفة معينة من الأفراد والدفاع عن مصالحهم المشروعة.()
الفرق بين الشخصية المعنوية العامة، والشخصية المعنوية الخاصة:
يمكن التفريق من عدة أوجه:
1ـ من حيث الهدف: فإن الهدف من إيجاد الشخص المعنوي الخاص هو هدف خاص يتمثل في الربح المادي، أما الشخص المعنوي العام فإنه يهدف إلى تحقيق مصلحة عامة.
2ـ حرية الانتماء: فإن الانتماء إلى الشخص المعنوي الخاص يكون اختيارياً، بخلاف الانتماء إلى الشخص المعنوي العام فإنه إجباري، كالانتماء إلى الدولة بالمواطنة.
3ـ من حيث إنشاؤها: كما بينت في التعريف، فإن الشخصية المعنوية الخاصة تنشأ بموجب قرار إداري من الجهة المختصة والذين ينشئونها هم أفراد عاديون، أما الشخصية المعنوية العامة فإنها تنشأ موجب نظام يصدر من قبل المنظم.
4ـ من حيث الوسائل: فإن الشخصية المعنوية العامة تستخدم وسائل القانون العام من السلطة العامة، بينما تستخدم الشخصية المعنوية الخاصة قواعد القانون الخاص في كل نشاطها.() وللشخصية المعنوية امتيازات ليست للشخصية المعنوية الخاصة؛ بحكم اختلاف الهدف من كل منهما، فإن العامة تكون لخدمة وتحقيق الصالح العام والمنفعة العامة، أما الخاصة فإن هدفها يكون لتحقيق هدف خاص بمنشئها، وهو الربح المادي.